# Tetsuya Nishiwaki
Tetsuya Nishiwaki (西脇 徹也 Nishiwaki Tetsuya?), född 22 maj 1977 i Chiba prefektur, är en japansk före detta fotbollsspelare.
Nishiwaki började sin karriär 2000 i Omiya Ardija. Han spelade 8 ligamatcher för klubben. Han avslutade karriären 2002.